# Pildiküla
Pildiküla is een plaats in de Estlandse gemeente Rae, provincie Harjumaa. De plaats heeft de status van dorp (Estisch: küla).

## Bevolking
Het dorp had 81 inwoners op 31 december 2011 en 101 inwoners op 31 december 2021.

## Ligging
Op de grens van Pildiküla, Jüri en Kurna kruist de Põhimaantee 2, de hoofdweg van Tallinn naar Tartu, de Põhimaantee 11, de ringweg om Tallinn.